# 扎蘇波伊夫卡
50°15′33″N 31°43′40″E / 50.25917°N 31.72778°E
扎蘇波伊夫卡（羅馬化：Zasupoivka）是位於烏克蘭北部的村莊，由基辅州鲍里斯皮尔区的亞霍滕市鎮負責管轄。該村始建於1922年，面積3.1平方公里，海拔高度127米，2001年人口756，人口密度每平方公里243.9人。